# 马丁河畔比韦尔
马丁河畔比韦尔，是西班牙阿拉贡自治区特鲁埃尔省的一个市镇。总面积51平方公里，总人口84人（2001年），人口密度2人/平方公里。